# Gulldraba
Gulldraba (Draba alpina) är en växtart i familjen korsblommiga växter. 